# 脱獄 -Prisoners of War-
『脱獄 -Prisoners of War-』（だつごく -プリズナー・オブ・ウォー-）は、1988年11月にSNKより稼働されたアーケード用ベルトスクロールアクション。日本国外名は『P.O.W.: Prisoners of War』。
1989年にファミリーコンピュータに移植された。アーケード版は2008年に欧州でWindows用ソフトとしてGamesloadにて配信された他、日本国内ではPlayStation Portable用ソフト『SNKアーケードクラシックスゼロ』（2011年）に収録され発売および配信、2020年にPlayStation 4版、Nintendo Switch版がアーケードアーカイブスで配信された。また、北米では2011年にPlayStation 3およびPlayStation Portable用ソフトとして、2012年にはPlayStation Vita用ソフトとして配信された。

## 概要
ジャンルはベルトスクロールアクションゲームで、2人同時プレイが可能。
1Pは青い服を着た金髪の男性で、2Pは赤い服を着た黒髪の男性。この設定は業務用『ダブルドラゴン』（1987年）を意識しているといえる。
ゲームの舞台は戦場で、主人公が敵の収容所を脱獄するシーンからゲームが始まる。全4ステージ。
8方向レバーと3つのボタンでプレイヤーを操作する。ボタンはパンチ、キック、ジャンプの三種類。ボタンの組み合わせで跳び蹴りや裏拳、頭突きが使用可能。
使用可能なアイテムはアーミーナイフとマシンガンの2種類。いずれも雑魚敵から奪って入手する。

## 移植版
| No. | タイトル                                         | 発売日                  | 対応機種                                                 | 開発元        | 発売元                           | メディア                              | 型式                           | 売上本数 | 備考               |
| --- | ------------------------------------------------ | ----------------------- | -------------------------------------------------------- | ------------- | -------------------------------- | ------------------------------------- | ------------------------------ | -------- | ------------------ |
| 1   | 脱獄 -Prisoners of War- P.O.W.: Prisoners of War | 1989年6月30日 1989年9月 | ファミリーコンピュータ                                   | SNK           | ケイ・アミューズメントリース SNK | 2メガビットロムカセット               | KAC-P7 NES-EW-USA              | -        |                    |
| 2   | P.O.W.: Prisoners of War                         | 2008年11月17日          | Windows                                                  | SNK           | SNKプレイモア                    | ダウンロード (Gamesload)              | -                              | -        |                    |
| 3   | SNKアーケードクラシックスゼロ                    | 2011年4月21日           | PlayStation Portable (PlayStation Network)               | SNKプレイモア | SNKプレイモア                    | UMD ダウンロード                      | ULJS-00192                     | -        | アーケード版の移植 |
| 4   | P.O.W.: Prisoners of War                         | 2011年12月20日          | PlayStation 3 PlayStation Portable (PlayStation Network) | SNKプレイモア | SNKプレイモア                    | ダウンロード                          | PS3: NPUZ-00160PSP: NPUZ-00160 | -        | アーケード版の移植 |
| 5   | P.O.W.: Prisoners of War                         | 2012年2月22日           | PlayStation Vita                                         | SNKプレイモア | SNKプレイモア                    | ダウンロード                          | NPUZ-00160                     | -        | アーケード版の移植 |
| 6   | 脱獄 -Prisoners of War-                          | 2020年3月5日            | PlayStation 4 Nintendo Switch                            | SNK           | ハムスター                       | ダウンロード (アーケードアーカイブス) | -                              | -        | アーケード版の移植 |

ファミリーコンピュータ版
- 2人同時プレイは割愛されたが、敵キャラクターの種類が増えたり、強化アイテムが追加されている。

## スタッフ
- ボス：川崎英吉
- プログラマー：KONNY（西田和弘）、REGULUS、SHOOT YAMASHITA、SHOCHAN
- プロデューサー：ごとうあきら、TAMA
- ハードウェア：YONEDA、EBARA、NISHIDE
- デザイナー：E.KIYOSHI、SUKA MICHI、MOTTI、前田義久、TETSU、WARA2（藤原秀樹）、BURI、MADAKA（かまだおさむ）
- サウンド：TARKUN（田中敬一）、おさかようこ、KENNY（西田和弘）

## 評価
ファミリーコンピュータ版
ゲーム誌『ファミコン通信」の「クロスレビュー」では合計23点（満40点）、『ファミリーコンピュータMagazine』の読者投票による「ゲーム通信簿」での評価は以下の通り19.66点（満30点）となっている。同誌1991年5月10日号特別付録の「ファミコンロムカセット オールカタログ」では、「背景がやけにリアル」と紹介されている。
| 項目 | キャラクタ | 音楽 | 操作性 | 熱中度 | お買得度 | オリジナリティ | 総合  |
| 得点 | 3.48       | 3.25 | 3.31   | 3.41   | 3.12     | 3.09           | 19.66 |